# Ransta Trädgård
Ransta Trädgård är en svensk musikgrupp bildad vid Ransta Trädgård i Säva utanför Uppsala 1992.
Bandet förenar traditionell visa med spanska tongångar, latinorytmer och proggbudskap.

## Diskografi

### Album
- 1998 - Esterland
- 2002 - Spanska svängen
- 2012 - Låt bandet gå

### Singlar
- 2014 - Hallå kyparn...! (Summertime raïmix)
- 2017 - En Davids kamp